# Wereldkampioenschap superbike van Assen 1996
Het wereldkampioenschap superbike van Assen 1996 was de tiende ronde van het wereldkampioenschap superbike 1996. De races werden verreden op 8 september 1996 op het TT-Circuit Assen nabij Assen, Nederland.

## Race 1
| Pos | Nr | Rijder               | Constructeur | Rondes | Tijd                | Grid | Punten |
| --- | -- | -------------------- | ------------ | ------ | ------------------- | ---- | ------ |
| 1   | 1  | Carl Fogarty         | Honda        | 16     | 33:31.067           | 2    | 25     |
| 2   | 7  | Pierfrancesco Chili  | Ducati       | 16     | +3.040              | 4    | 20     |
| 3   | 3  | Aaron Slight         | Honda        | 16     | +5.934              | 3    | 16     |
| 4   | 2  | Troy Corser          | Ducati       | 16     | +5.983              | 5    | 13     |
| 5   | 11 | John Kocinski        | Ducati       | 16     | +6.189              | 1    | 11     |
| 6   | 69 | James Whitham        | Yamaha       | 16     | +19.577             | 7    | 10     |
| 7   | 9  | Neil Hodgson         | Ducati       | 16     | +20.657             | 8    | 9      |
| 8   | 6  | Simon Crafar         | Kawasaki     | 16     | +23.514             | 10   | 8      |
| 9   | 35 | Christer Lindholm    | Ducati       | 16     | +24.248             | 13   | 7      |
| 10  | 5  | Wataru Yoshikawa     | Yamaha       | 16     | +24.327             | 12   | 6      |
| 11  | 67 | Mike Hale            | Ducati       | 16     | +28.011             | 9    | 5      |
| 12  | 33 | Jeffry de Vries      | Yamaha       | 16     | +32.379             | 16   | 4      |
| 13  | 10 | John Reynolds        | Suzuki       | 16     | +32.934             | 11   | 3      |
| 14  | 36 | Kirk McCarthy        | Suzuki       | 16     | +35.316             | 17   | 2      |
| 15  | 8  | Piergiorgio Bontempi | Kawasaki     | 16     | +41.594             | 6    | 1      |
| 16  | 13 | Andreas Meklau       | Ducati       | 16     | +49.727             | 14   |        |
| 17  | 41 | Michaël Paquay       | Ducati       | 16     | +1:03.817           | 18   |        |
| 18  | 46 | Sean Emmett          | Ducati       | 16     | +1:03.947           | 20   |        |
| 19  | 18 | Igor Jerman          | Kawasaki     | 16     | +1:26.777           | 21   |        |
| 20  | 24 | Anders Rasmussen     | Yamaha       | 16     | +1:52.916           | 24   |        |
| 21  | 15 | Bernard Haenggeli    | Honda        | 16     | +1:59.811           | 23   |        |
| 22  | 47 | Heinz Platacis       | Kawasaki     | 16     | +2:08.182           | 25   |        |
| 23  | 39 | Uwe Pollheide        | Kawasaki     | 15     | +1 ronde            | 26   |        |
| DNF | 16 | Paolo Casoli         | Ducati       | 10     | Uitgevallen         | 15   |        |
| DNF | 31 | Roger Kellenberger   | Honda        | 1      | Uitgevallen         | 19   |        |
| DNF | 96 | Stephen Briggs       | Kawasaki     | 1      | Uitgevallen         | 22   |        |
| DNQ | 49 | Marco Pietjouw       | Kawasaki     | 0      | Niet gekwalificeerd |      |        |

## Race 2
| Pos | Nr | Rijder               | Constructeur | Rondes | Tijd                | Grid | Punten |
| --- | -- | -------------------- | ------------ | ------ | ------------------- | ---- | ------ |
| 1   | 1  | Carl Fogarty         | Honda        | 16     | 33:32.183           | 2    | 25     |
| 2   | 2  | Troy Corser          | Ducati       | 16     | +0.056              | 5    | 20     |
| 3   | 11 | John Kocinski        | Ducati       | 16     | +0.070              | 1    | 16     |
| 4   | 7  | Pierfrancesco Chili  | Ducati       | 16     | +10.148             | 4    | 13     |
| 5   | 3  | Aaron Slight         | Honda        | 16     | +13.197             | 3    | 11     |
| 6   | 9  | Neil Hodgson         | Ducati       | 16     | +13.266             | 8    | 10     |
| 7   | 5  | Wataru Yoshikawa     | Yamaha       | 16     | +20.369             | 12   | 9      |
| 8   | 6  | Simon Crafar         | Kawasaki     | 16     | +24.158             | 10   | 8      |
| 9   | 36 | Kirk McCarthy        | Suzuki       | 16     | +29.785             | 17   | 7      |
| 10  | 13 | Andreas Meklau       | Ducati       | 16     | +35.315             | 14   | 6      |
| 11  | 16 | Paolo Casoli         | Ducati       | 16     | +36.517             | 15   | 5      |
| 12  | 67 | Mike Hale            | Ducati       | 16     | +37.533             | 9    | 4      |
| 13  | 33 | Jeffry de Vries      | Yamaha       | 16     | +37.809             | 16   | 3      |
| 14  | 69 | James Whitham        | Yamaha       | 16     | +41.207             | 7    | 2      |
| 15  | 46 | Sean Emmett          | Ducati       | 16     | +1:01.207           | 20   | 1      |
| 16  | 18 | Igor Jerman          | Kawasaki     | 16     | +1:09.005           | 21   |        |
| 17  | 31 | Roger Kellenberger   | Honda        | 16     | +1:14.687           | 19   |        |
| DNF | 41 | Michaël Paquay       | Ducati       | 10     | Uitgevallen         | 18   |        |
| DNF | 47 | Heinz Platacis       | Kawasaki     | 10     | Uitgevallen         | 25   |        |
| DNF | 35 | Christer Lindholm    | Ducati       | 9      | Uitgevallen         | 13   |        |
| DNF | 10 | John Reynolds        | Suzuki       | 8      | Uitgevallen         | 11   |        |
| DNF | 8  | Piergiorgio Bontempi | Kawasaki     | 6      | Uitgevallen         | 6    |        |
| DNF | 15 | Bernard Haenggeli    | Honda        | 3      | Uitgevallen         | 23   |        |
| DNF | 24 | Anders Rasmussen     | Yamaha       | 2      | Uitgevallen         | 24   |        |
| DNF | 39 | Uwe Pollheide        | Kawasaki     | 1      | Uitgevallen         | 26   |        |
| DNS | 96 | Stephen Briggs       | Kawasaki     | 0      | Niet gestart        | 22   |        |
| DNQ | 49 | Marco Pietjouw       | Kawasaki     | 0      | Niet gekwalificeerd |      |        |

## Tussenstanden na wedstrijd
| Pos | Nr | Rijder              | Team   | Punten |
| --- | -- | ------------------- | ------ | ------ |
| 1   | 3  | Aaron Slight        | Honda  | 310    |
| 2   | 2  | Troy Corser         | Ducati | 303    |
| 3   | 1  | Carl Fogarty        | Honda  | 288    |
| 4   | 11 | John Kocinski       | Ducati | 281    |
| 5   | 7  | Pierfrancesco Chili | Ducati | 208    |

1992 · 1993 · 1994 · 1995 · 1996 · 1997 · 1998 · 1999 · 2000 · 2001 · 2002 · 2003 · 2004 · 2005 · 2006 · 2007 · 2008 · 2009 · 2010 · 2011 · 2012 · 2013 · 2014 · 2015 · 2016 · 2017 · 2018 · 2019 · 2021 · 2022 · 2023 · 2024 · 2025